# Ушевце
Ушевце или Ушевци (на сръбски: Ушевце или Uševce) е село в Югоизточна Сърбия, Пчински окръг, Град Враня, община Враня.

## География
Селото се намира в котловината Поляница, край двата бряга на река Ветерница. Отстои на 19,5 км северно от окръжния и общински център Враня, на 3,3 км северозападно от село Смилевич, на 3,1 км югоизточно от село Власе, на 4,5 км южно от село Градня и на 3,7 км северно от село Добреянце.

## История
По време на Първата световна война селото е във военновременните граници на Царство България, като административно е част от Дреновска община на Вранска околия. Наброява 223 жители.

## Население
Според преброяването на населението от 2011 г. селото има 118 жители.

### Етнически състав
Данните за етническия състав на населението са от преброяването през 2002 г.
- сърби – 184 жители (100%)